# フェーリクス・ザルテン
フェーリックス・ザルテン（Felix Salten、1869年9月6日 - 1945年10月8日）は、ハンガリー出身のオーストリアのジャーナリスト・小説家。英語ではソールテンとも。

## 生涯
ザルテンは出生名をジークムント・ザルツマン（Siegmund Salzmann）といい、ブダペシュトでマジャール語を話すユダヤ教徒の家庭に生まれた。青年期にドイツ語を学び、文学で身を立てることを志し1880年代半ばにウィーンに移住し、フェーリックス・ザルテンと改名した。ザルテンは小説や批評などの文筆業に精力的に取り組む傍ら、カフェグリエンシュタイドルの常連となり、ホフマンスタールやアルトゥル・シュニッツラーらと親交を結び、ウィーンの演劇界と文壇に頭角を現した。
ザルテンは政府支持新聞の演劇批評家として名を挙げて、オーストリア・ペンクラブの会長に就き、第一次世界大戦の際には政府支持を表明するなど、専ら体制側の作家と目されていたが、1906年には無署名で古典的ウィーンポルノ『ヨゼフィーネ・ムッツェンバッハーの思い出』を著すなど、裏表のある人物だった。動物好きで、ウィーン郊外に私的な狩猟区を持つほどの狩猟の愛好家だったザルテンは、1924年に、後に反狩猟文学の傑作と呼ばれる『バンビ 森の生活』を出版している。
1938年以降はナチスによるユダヤ系市民の迫害を逃れ、アメリカに亡命、1945年ナチスの敗北とともにスイスに戻り、チューリッヒで死去した。

## 小説
- Olga Frohgemuth (1910年)
- Der Hund von Florenz (1923年) ディズニー映画『ボクはむく犬』（1959年）の原作
- 「バンビ」Bambi: Eine Lebensgeschichte aus dem Walde (1924年)
- Martin Overbeck (1927年)
- Fünfzehn Hasen (1929年)
- 「白馬フローリアン」Florian, das Pferd des Kaisers (1933年)
- Djibi das Kätzchen (1945年)
- ヨゼフィーネ・ムッツェンバッハー (Josefine Mutzenbacher oder Die Geschichte einer Wienerischen Dirne von ihr selbst erzählt) の作者ともされている。